# Parafia Najświętszej Maryi Panny Królowej w Lublińcu
Parafia Najświętszej Maryi Panny Królowej – rzymskokatolicka parafia znajdująca się w Lublińcu. Parafia należy do diecezji gliwickiej i dekanatu Lubliniec. Od 1 września 2023 proboszczem parafii  jest o. Maciej Drzewiczak OMI. 